# Valentin Katajev
Valentin Petrovitj Katajev, född 28 januari 1897 i Odessa i Kejsardömet Ryssland, död 12 april 1986 i Moskva i Ryska SFSR, var en sovjetisk författare.

## Biografi
Katajev var son till en seminarielärare och dennes hustru av adlig börd. Han deltog som frivillig i första världskriget. År 1922 slog han sig ned i Moskva och var där redaktör för tidskriften Novyj Mir och mellan åren 1954 och 1963 var han redaktör för tidskriften Junost (Ungdom) och var känd som reformvänlig.
I Katajevs produktion sammansmälter inflytanden från klassisk rysk romantradition och modern västerländsk berättarkonst. Som god psykolog, underhållande humorist och finstämd stilist har han försökt sig på olika genrer.
Bland hans verk i svensk översättning märks romanen Försnillare (1926/1933), romanen Ett vitt och ensamt segel (1936/1956) och romanen Hustrun (1944/1945). 
Katajev skrev även för teatern och farser som Trångt om saligheten och Jag vill träffa Mjosov har flera gånger satts upp på svenska scener.
Verk av honom brändes under bokbålen runt om i Nazityskland 1933.